# Mark Haayema
Mark Haayema (Hardenberg, 3 april 1985) is een Nederlands acteur, poppenspeler en kinderboekenschrijver.

## Loopbaan
Haayema speelde in onder meer de series Sesamstraat, Woezel en Pip en Alfred Jodocus Kwak, Het Klokhuis en Ja zuster, nee zuster. Zijn eerste prentenboek bracht hij uit in 2011. Als liedjesschrijver schreef hij onder meer nummers voor Max Velthuijs, Herman van Veen en Kinderen voor Kinderen. Daarnaast schrijft hij kinderboeken, scenario's, theaterscripts en speelt hij in theatershows. In 2019 won hij de literatuurprijs Vlag en Wimpel. In 2020 schreef hij tijdens zijn behandeling voor lymfeklierkanker het gedichtenbundeltje Word maar beter met illustraties van Fiep Westendorp. In 2021 schreef hij het titellied van de Kinderboekenweek Worden wat je wil voor Kinderen voor Kinderen.
In het jeugdtheater is actief als schrijver, regisseur en acteur. Bij onder andere TG Winterberg, Residentie Orkest, Nederlands Philharmonisch Orkest en sinds 2019 bij zijn eigen gezelschap De grote Haay.

## Theater (acteur)
- Ja Zuster Nee Zuster
- War Horse
- Nachtverhaal
- Assepoes
- Zwanenmeer
- Anne de Poes
- Oma, mag ik mijn pop terug?
- Peter en de Wolf
- Meneertje Meer
- Sprookjesboom
- Alfred J Kwak Vader
- Alfred J Kwak en de Sneeuwvlok
- Alfred J Kwak eend grote terts
- Alfred J Kwak wij zijn zwanger
- Aan de andere kant
- Op een klein stationnetje
- De grote waaromshow
- Pluk van de Petteflet
- Freddie en de Worstenkoning
- Piccolo & Saxo
- Zet je schoenconcert
- Veterstrikconcert
- Verrukkelijke Kinderbakshow
- 't Sneeuwbal-bal

## Discografie
- Herman van Veen - Vandaag (Lucas)
- Kinderen voor Kinderen 40 (Sorry)
- Kinderen voor Kinderen 41 (Andersom, Ineens is alles anders)
- Kinderen voor Kinderen 42 (Worden wat je wil, Blauwe plekken)
- Kinderen voor Kinderen 44 (Twee minuten stilte)
- Kinderen voor Kinderen 45 (Vrijheid)
- Lalala - CD
- Het beste van het beste - CD

## Theater (Regie/tekst)
- Hoe Overleef ik alles wat ik niemand vertel? (tekst)
- Shrek (vertaling)
- In de kelder staat een huis (tekst & regie)
- Meester Kikker (tekst)
- Johannes de Parkiet (tekst & regie)
- Droom! (tekst & regie)
- Stuiterstokken (tekst & regie)
- De Stille Kletsmajoor (tekst & regie)
- Poppetje van Papier (regie)
- Blok&Doos (regie)
- De Spacecowboy (regie)
- WoofSideStory (poppenregie)
- Muk (tekst & regie)
- Kikker is verliefd (tekst & regie)
- Sterrenwachter (tekst)

## Filmografie
- Ta-daaa (poppenspeler) 2023 - heden
- Woezel en Pip (film) 2024
- PatsBoemKledder (poppenspeler Sjef Conservator) 2022 - heden
- De Boterhamshow (poppenspeler oa. Wil van der Stoep, Sjef en tafelgasten) 2017 - 2022
- Kinderen voor Kinderen de Grote Show (2020)
- Woezel en Pip (serie)
- Pipo de Clown
- Het Klokhuis
- Sesamstraat
- Koekeloere
- Skylanders Academy

## Prijzen
- Gouden Poezië-Ster voor Twee Rozijntjes
- Zilveren Krekel (Tg Winterberg) voor Meneertje Meer en In de kelder staat een huis
- Vlag & Wimpel (griffeljury) voor Johannes de Parkiet
- PRACHTIG Award voor Oma mag ik mijn pop terug?
- Prentenboeken top 10 Nationale voorleesdagen 2022 MUK